# نانسي غلاس
نانسي غلاس (بالإنجليزية: Nancy Glass)‏ هي كبيرة الإداريين التنفيذيين أمريكية، ولدت في 1957 في بوسطن في الولايات المتحدة.

## وصلات خارجية
- نانسي غلاس على موقع IMDb (الإنجليزية)
- نانسي غلاس على موقع قاعدة بيانات الفيلم (الإنجليزية)